# Schleicher Ka 6
Die Ka 6, insbesondere das Muster K 6 E, stellt den Höhepunkt und das Ende in der Entwicklung von Segelflugzeugen in reiner Holzbauweise bei der Firma Schleicher dar. Sie wurde als einsitziges Hochleistungssegelflugzeug entwickelt und befindet sich noch immer mit allein in Deutschland rund 440 Exemplaren im Einsatz. Die Ka 6 bekam den Beinamen Rhönsegler. Eine Lizenzfertigung erfolgte als ES-Ka6 bei Edmund Schneider Ltd. in Australien.

## Geschichte
Die zugelassenen Baureihen sind:

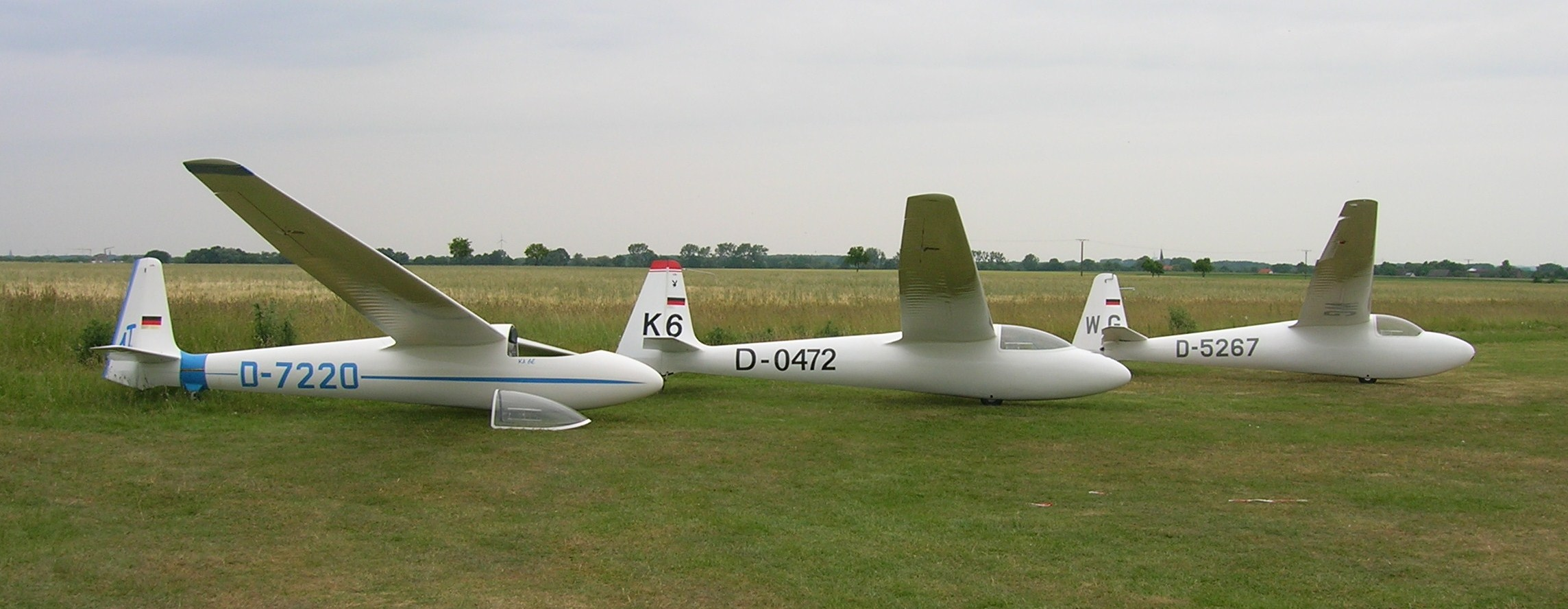
Vergleich von K 6 E (links und Mitte) und Ka 6 CR (rechts)

- Ka 6, zugelassen am 30. Oktober 1956
- Ka 6-0, zugelassen am 30. Oktober 1956
- Ka 6 B und BR, Erstflug 1957, zugelassen am 27. September 1957
- Ka 6 BR-Pe, zugelassen am 20. Mai 1960
- Ka 6 B-S, zugelassen am 29. Januar 1963 (Musterzulassung beschränkt auf ein Exemplar)
- Ka 6 CR, Erstflug 1958, zugelassen am 24. Februar 1959
- Ka 6 CR-Pe, zugelassen am 20. Mai 1960
- K 6 E, Erstflug 1965, zugelassen am 29. Juli 1965

Die Ka 6 erlangte sehr schnell große Popularität, als Heinz Huth 1960 und 1963 mit ihr Weltmeister in der Standard-Klasse wurde.

## Konstruktion

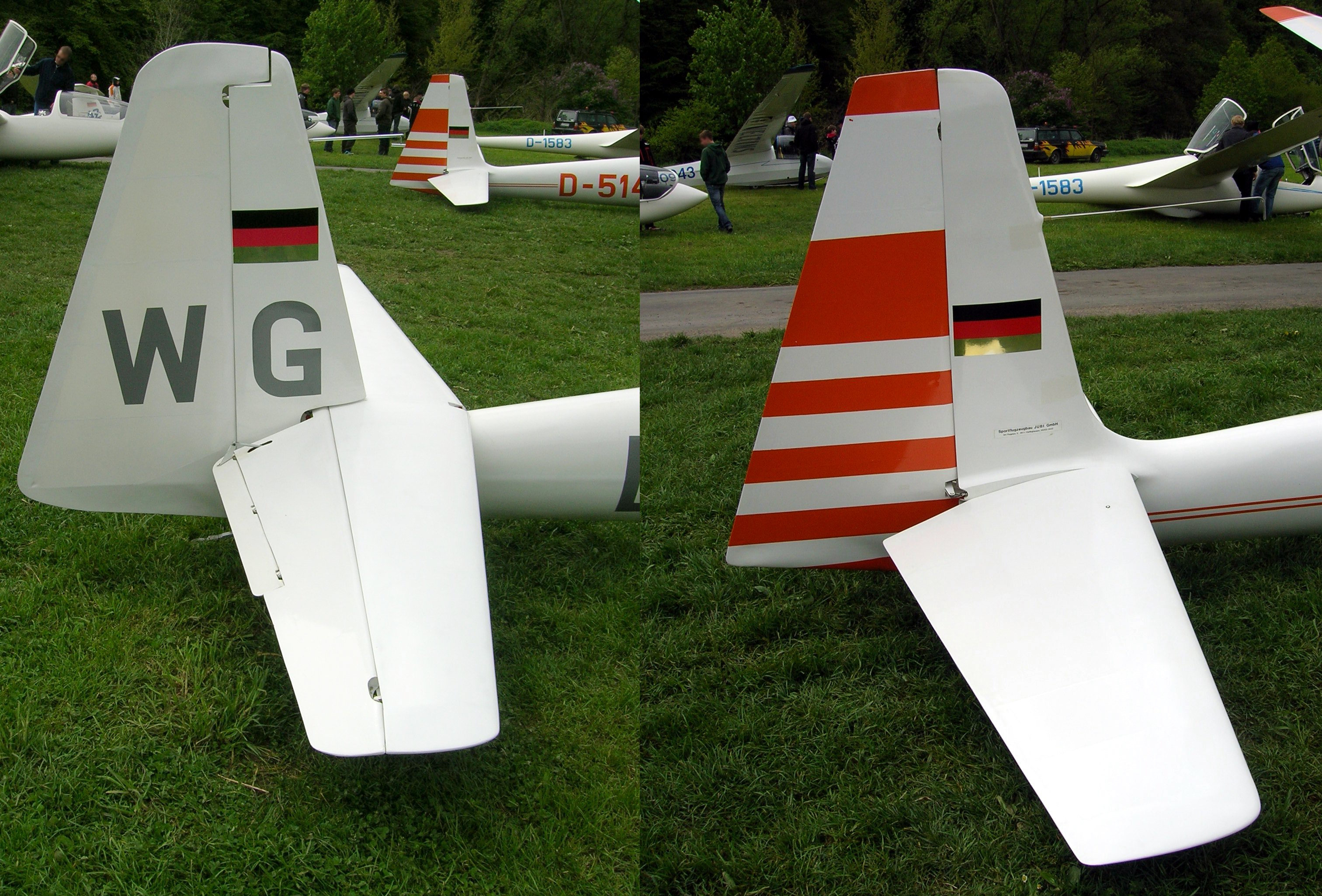
Unterschiedliche Höhenruderkonstruktionen
links: Ka 6 CR
rechts: K 6 E (Pendelruder)

Die Ka 6 ist vollständig aus Holz gebaut. Lediglich die Rumpfnase ist vereinzelt aus getriebenem Alublech oder aus GFK geformt, die Haube aus geblasenem Plexiglas und die Bolzen und Beschläge sind aus Metall erstellt.
Sie ist ein einsitziger freitragender Schulterdecker, dessen Höhenleitwerk auf dem Rumpf aufgesetzt ist. Die letzte Evolutionsstufe der Ka 6 ist die Ka 6 E, die eigentlich aus der K 10 hervorging. In der Version Ka 6 E wird das Profil FX 40 (innen) auf FX 30 (außen) der K 10 genutzt. Das Höhenleitwerk der Ka 6 E ist (wie bereits bei den Baumustern Ka 6 BR-Pe und Ka 6 CR-Pe) als Pendelruder ausgeführt, die Bremsklappen sind aus Dural gefertigt; zudem wurden GfK-Teile verarbeitet, wie Rumpfnase, Rumpfoberschale vor dem Cockpit, Rumpfunterschale vor dem Fahrwerk, die Flügelverkleidung, die Flügelenden (Randbogen) und aerodynamische Verkleidungen am Rumpfübergang zur Tragflügelunterseite, sowie dem Übergang von der Rumpfoberseite in die Seitenflosse.
Eine Zwischenstufe nach der Ka 6 CR und vor der K 6 E war die K 10.
Der Rumpf der K 6 E ist 7 cm niedriger, was den Piloten in eine halb liegende Position bringt, außerdem sind die Seitenruderpedale bei einigen Flugzeugen dieser Baureihe nicht mehr oben an einem Rumpfspant, sondern unten auf dem Cockpitboden angebracht. Die Haube ist länger nach vorne gezogen und noch besser der Rumpfform angepasst.

## Flugeigenschaften

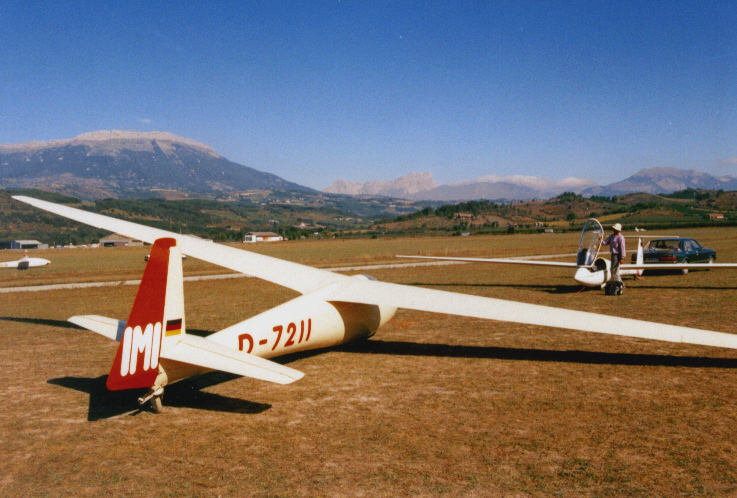
Ka 6 CR vor dem Start in den französischen Seealpen

Die Ka 6 kann, obwohl sie sehr gutmütig ist, nicht verbergen, vor allem auf Leistung hin optimiert zu sein und ist daher anspruchsvoller zu fliegen als zum Beispiel die für die Schulung entwickelte K 8. Die Ka 6 war und ist auch heute noch wegen ihrer äußerst harmonischen Ruderabstimmung und Wendigkeit beliebt. Ihre guten Langsamflugeigenschaften ermöglichen enges Kreisen und damit gute Steigwerte in der Thermik. Sowohl die Schränkung von 3° als auch ein einfallsreicher Steuerungsmechanismus verhindern das plötzliche Abreißen der Strömung im Langsamflug. Wird der Steuerknüppel nach hinten gezogen, bewegen sich beide Querruder nach oben, was in diesem Bereich den Anstellwinkel verringert und damit die Wahrscheinlichkeit eines Strömungsabrisses am Außenflügel vermindert.

## Technische Daten

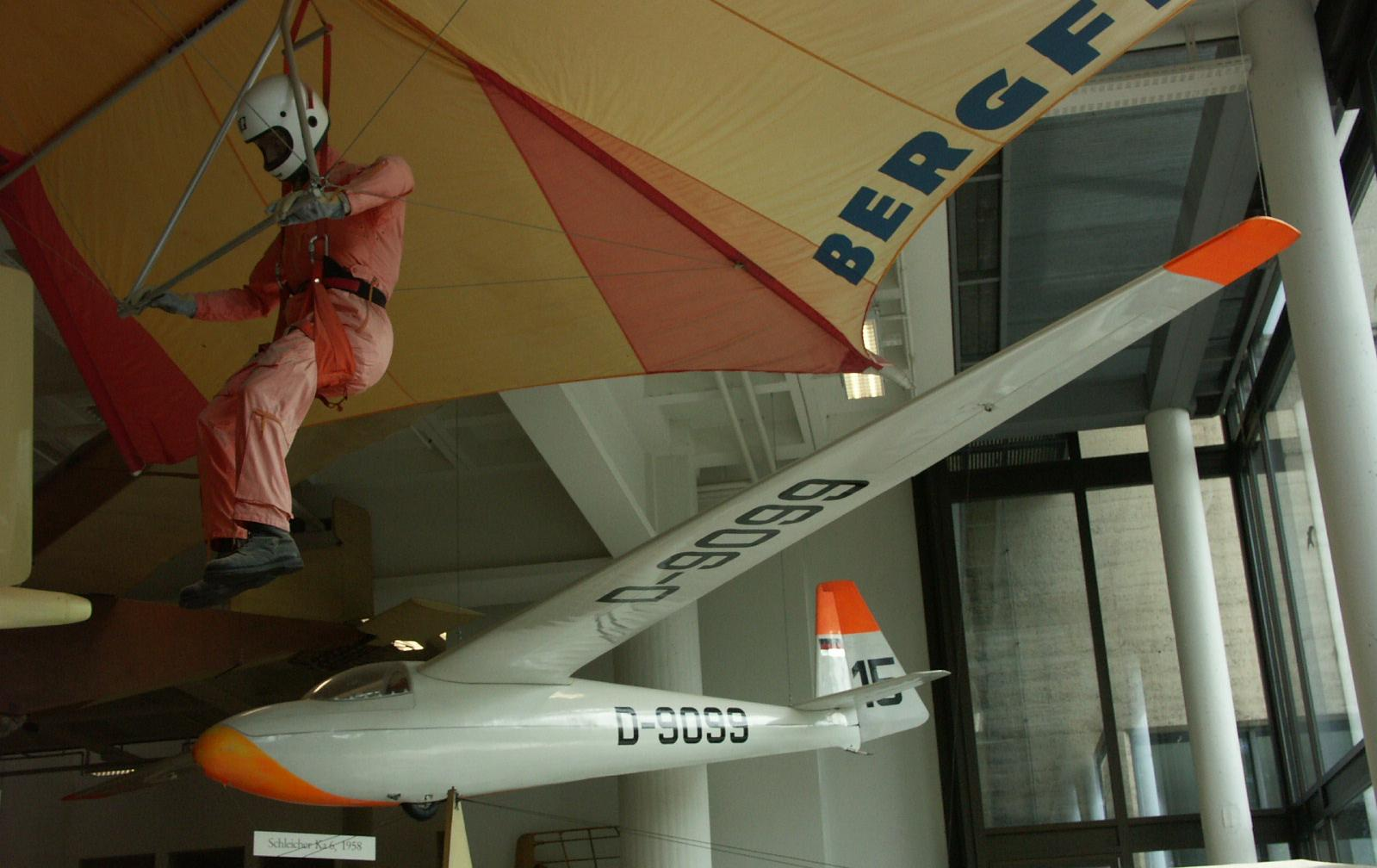
Eine Schleicher Ka 6 im Deutschen Museum, München

| Kenngröße             | Ka 6 CR (K 6 E)                                                  |
| --------------------- | ---------------------------------------------------------------- |
| Konstrukteur          | Rudolf Kaiser                                                    |
| Klasse                | Club (früher Standard)                                           |
| Erstflug              | 1959 (1965)                                                      |
| Stückzahl             | ≈850 (394)                                                       |
| Sitzplätze            | 1                                                                |
| Bauart                | Holzbauweise                                                     |
| Flügelprofil          | Wurzel: NACA 633-618, Mittelflügel: NACA 633-614 (FX 40 – FX 30) |
| Spannweite            | 15,00 m                                                          |
| Flächenbelastung      | 24,19 kg/m²                                                      |
| Flügelfläche          | 12,4 m²                                                          |
| Flügelstreckung       | 18,1                                                             |
| Gleitzahl             | 30 bei 85 km/h (33 bei 84 km/h)                                  |
| Geringstes Sinken     | 0,65 m/s bei 72 km/h (0,71 m/s)                                  |
| Länge                 | 6,68 m                                                           |
| Höchstgeschwindigkeit | 200 km/h                                                         |
| Wasserballast         | keinen                                                           |
| Rüstmasse             | 185 kg                                                           |
| max. Startmasse       | 300 kg                                                           |